# Echo Dek
Echo Dek — ремиксовый альбом шотландского музыкального коллектива Primal Scream, выпущенный 27 октября 1997 года вслед за студийным альбомом Vanishing Point.

## Об альбоме
В альбоме Echo Dek собраны дабовые ремиксы на композиции с предыдущего альбома Vanishing Point.

## Список композиций
1. «Living Dub» — 5:30
2. «Duffed Up» — 3:09
3. «Revolutionary» — 5:20
4. «Ju-87» — 5:46
5. «First Name Unknown» — 5:01
6. «Vanishing Dub» — 4:51
7. «Last Train» — 6:22
8. «Wise Blood» — 5:15
9. «Dub in Vain» — 3:10

## Участники записи
- Primal Scream:
  - Бобби Гиллеспи — вокал, тексты, продюсирование
  - Роберт Янг — гитара, тексты, продюсирование
  - Эндрю Иннес — гитара, тексты, продюсирование
  - Мартин Даффи — клавишные, тексты, продюсирование
  - Пол Малрини — ударные, продюсирование
  - Гари Маунфилд — бас-гитара, тексты («First Name Unknown»), продюсирование
- Brendan Lynch — продюсер
- Adrian Maxwell Sherwood — микширование, продюсирование
- Alan Branch — звукорежиссёр
- Darren Grant — помощник звукорежиссёра
- House — дизайн, художественное оформление